# Frank Fiedeler
Frank Fiedeler (* 7. Juni 1939 in München; † 13. Juli 2004 in Berlin), ein Enkel Hermann Fiedelers, war ein deutscher Sinologe.

## Leben
Nach Schul- und Gymnasialzeit mit Abitur (1958) am Alten Realgymnasium in München-Schwabing begann er an der Universität Tübingen zunächst Germanistik und Anglistik zu studieren, wechselte bald aber zum Studium der Sinologie, Philosophie und Religionswissenschaft, das er mit verschiedenen Schwerpunkten und unterschiedlicher Dauer an den Universitäten in München, Bonn, Berlin, Würzburg fortsetzte und in Erlangen abschloss. Dort promovierte er 1967 zum Dr. phil. (bei Hans Steininger) mit einer Arbeit über einen daoistischen Text, das sog. Huà-Shū (化書) (Buch der Verwandlung). Ein Forschungsstipendium der VolkswagenStiftung erlaubte ihm einen mehrjährigen Forschungsaufenthalt (1967 bis 1969) in Taiwan, wo er zum Studium und zur Erforschung des Schamanismus unter anderem Schüler eines daoistischen Meisters war. Durch ihn wurde er in tradierte Deutungszusammenhänge und in die Auslegungspraxis des ältesten der klassisch-chinesischen Texte, in das Orakelsystem des so genannten Yijing (易經) (Buch der Wandlungen) eingeführt. Die Erforschung des Yijing, seiner kultur- und geistesgeschichtlichen Ursprünge als Kosmologie in Religion und Philosophie des chinesischen Altertums bildete fortan den Schwerpunkt seiner wissenschaftlichen Arbeit, die er in einigen Einzelstudien zu Teilaspekten, in Buch- und Zeitschriften-Aufsätzen veröffentlichte. 

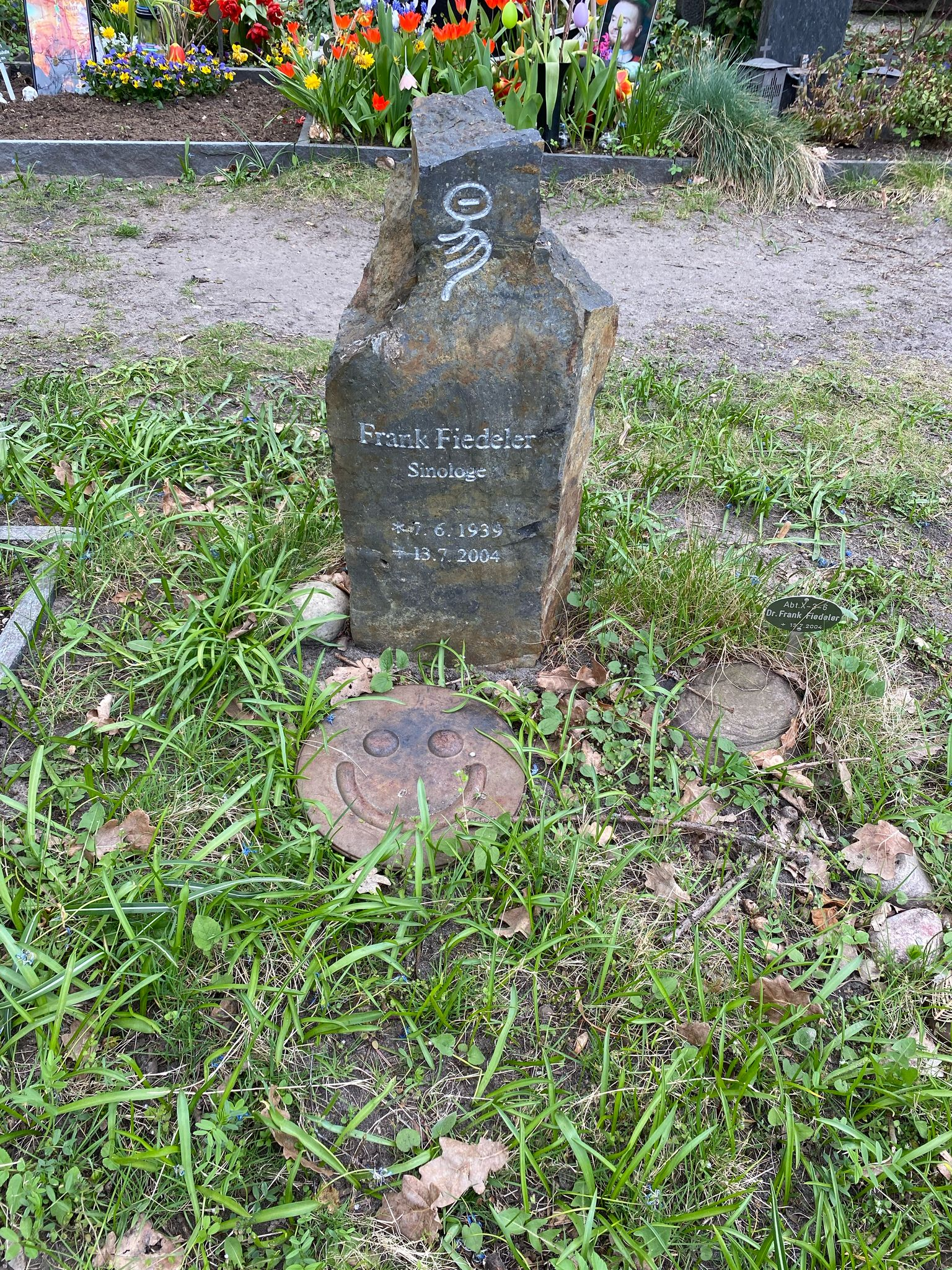
Grabstätte auf dem Alten St.-Matthäus-Kirchhof

Mit seiner kommentierten (Neu-)Übersetzung des Yijing legte Fiedeler 1996 sein Opus magnum vor, die wie die berühmte erste Übersetzung ins Deutsche (1924) von Richard Wilhelm im gleichen Verlag (Diederichs) erschien. Fiedelers Übertragung versucht, hinter die – eher konfuzianische Deutungstraditionen vermittelnde – Übersetzung Wilhelms zurückzugehen, um ältere Zusammenhänge mit eher daoistisch geprägten Traditionen freizulegen. Sein Deutungsansatz leitet die Urbedeutungen der 64 Hexagramme aus kosmologischen Vorstellungen der chinesischen Frühzeit ab, die sich als systematische Darstellung der Mondphasen rekonstruieren und als ein Modell symbolischen Weltverständnisses auffassen lassen. Das archaische Orakel wird damit – modern ausgedrückt – zu einer quasi experimentellen Erprobung von Denk- und Deutungsinhalten, die in symbolischer Form den Prozess der Entscheidungsfindung simulieren. Die eigentümliche Logik des Yijing ebenso wie deren formale Struktur stützen so nicht nur Sinn und Deutung der Orakelsprüche, sondern weisen das Buch der Wandlungen auch als ein sehr frühes Beispiel großer Dichtung und als ein sprachliches Kunstwerk hohen Ranges aus. 
Fiedeler lebte als Privatgelehrter, freier Autor und Übersetzer in Berlin. Seine letzte Ruhestätte erhielt er auf dem Alten St.-Matthäus-Kirchhof.

## Schriften
- Hua-shu, das Buch des Verwandelns. Darstellung der Lehre und Übersetzung des Textes. Ein Beitrag zum Verständnis chinesischer Philosophie. E. Schmitt u. M. Meyer, Würzburg 1967 (Diss. Erlangen-Nürnberg)

- Die Wende. Ansatz einer genetischen Anthropologie nach dem System des I-Ching. Kristkeitz, Berlin 1976. ISBN 3-921508-01-0
- Die Monde des I-ging. Symbolschöpfung und Evolution im Buch der Wandlungen. Eugen Diederichs, Düsseldorf/München 1988. ISBN 3-424-00922-9 (Diederichs gelbe Reihe China, Nr. 72)
- Zeichenlogik im Buch der Wandlungen. In: Roland Posner (Hrsg.): Zeichenkultur in Asien. Stauffenburg, Tübingen 1991, S. 95–121. (Zeitschrift für Semiotik, Bd. 13, Heft 1–2)
- Yin und Yang. Das kosmische Grundmuster in den Kulturformen Chinas. DuMont, Köln 1993. 2. Auflage 1995. ISBN 3-7701-2901-6 (DuMont-Taschenbücher Aussereuropäische Kunst und Kultur, Bd. 301)
- Yijing. Das Buch der Wandlungen. Erstmalig von Grund auf entschlüsselt und neu aus dem chinesischen Urtext übersetzt. München: Diederichs, 1996. ISBN 3-424-01344-7
- Yin und Yang oder die absolute Polarität. In: Peter C. Mayer-Tasch (Hrsg.): Die Zeichen der Natur. Natursymbolik und Ganzheitserfahrung. Insel, Frankfurt/M. und Leipzig 1998, S. 215–269.
- Yin und Yang. Das kosmische Grundmuster in der Kultur Chinas. Diederichs, Kreuzlingen 2003. ISBN 3-7205-2388-8 (Diederichs gelbe Reihe China, Nr. 174)